# Pianokonsert nr 1 (Tjajkovskij)

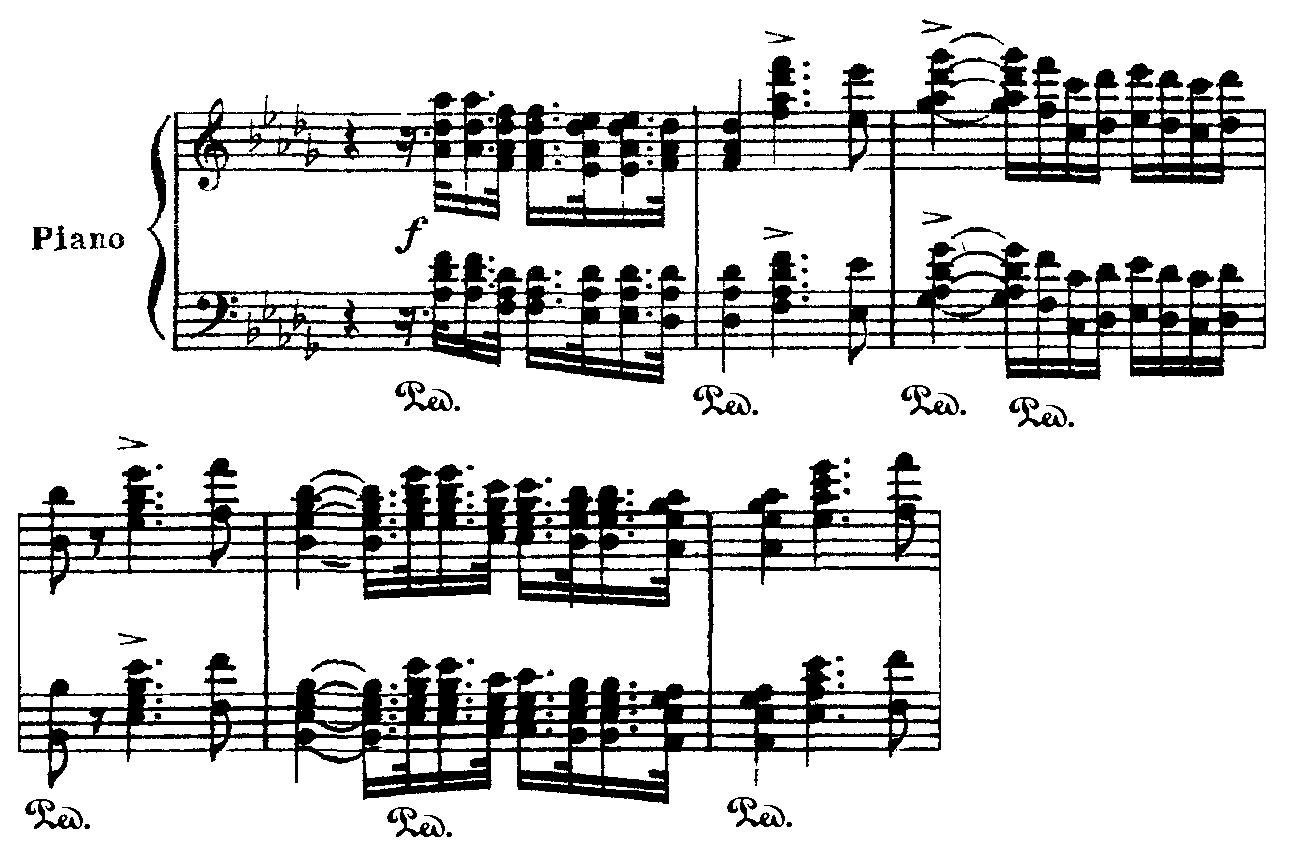
Huvudtemat för piano från pianokonsert nr 1.

Pianokonsert nr 1 i B-moll, opus 23, komponerades av Pjotr Tjajkovskij mellan november 1874 och februari 1875. Den blev reviderad under sommaren 1879 och ännu en gång i december 1888. Den anses vara ett av Tjajkovskijs populäraste verk och bland de allra mest kända pianokonserterna.

## Instrumentation
Konserten är skriven för solopiano, en uppsättning stråkinstrument (violin, altfiol, cello och kontrabas), två flöjter, två oboer, två klarinetter, två fagotter, fyra valthorn, två trumpeter, tre tromboner och timpani.

## Struktur

### Satser
Konserten innehåller tre satser:
1. Allegro non troppo e molto maestoso – Allegro con spirito
2. Andantino simplice – Prestissimo
3. Allegro con fuoco